# Don Nickles
Pour les articles homonymes, voir Nickles.
Donald Lee Nickles, dit Don Nickles, est un homme politique américain né le 6 décembre 1948 à Ponca City (Oklahoma). Membre du Parti républicain, il est sénateur des États-Unis pour l'Oklahoma de 1981 à 2005.

## Biographie
Diplômé de l'université d'État de l'Oklahoma en 1971, Don Nickles sert dans la Garde nationale des États-Unis de 1970 à 1976 et devient homme d'affaires.
Après un mandat au Sénat de l'Oklahoma (en), il se présente au Sénat des États-Unis lors des élections de 1980. Soutenu par la Moral Majority, il remporte la primaire républicaine avec environ deux tiers des voix devant un homme d'affaires soutenu par l'establishment du parti. Lors de l'élection générale, il bat le démocrate Andrew Coat, pourtant légèrement favori,. Il est notamment porté par la large victoire de Ronald Reagan à l'élection présidentielle.
Nickles est réélu en 1986, 1992 et 1998. Après plusieurs postes au sein du groupe républicain au Sénat, il devient whip de la majorité républicaine, le deuxième poste dans la hiérarchie du groupe parlementaire.
En décembre 2002, il est le premier sénateur à demander la démission du leader du groupe républicain Trent Lott, dont il est alors l'adjoint, après des propos encensant la campagne ségrégationniste de Strom Thurmond (alors président pro tempore emeritus du Sénat) lors de l'élection présidentielle de 1948. Lott finit par démissionner. Cependant, les déclarations de Nickles sont vues comme de l'opportunisme pour prendre la tête du groupe républicain,. C'est finalement Bill Frist qui obtient le poste.
En octobre 2003, il annonce qu'il ne sera pas candidat à un cinquième mandat lors des élections de 2004.